# Kapuzinerkressen
Die Kapuzinerkressen (Tropaeolum) sind die einzige Pflanzengattung der Familie der Kapuzinerkressengewächse (Tropaeolaceae) innerhalb der Ordnung der Kreuzblütlerartigen (Brassicales). Die Große Kapuzinerkresse ist die Arzneipflanze des Jahres 2013.
Im Englischen wird die Gattung gemeinhin als „Nasturtium“ bezeichnet, wodurch es zu Verwechslungen mit der gleichnamigen Gattung der Brunnenkressen, botanisch Nasturtium, kommen kann.

## Beschreibung
Es handelt sich um kletternde bis kriechende, saftige, ein- bis mehrjährige krautige Pflanzen. Die Stängel sind niederliegend oder kletternd. Manche Arten bilden Sprossknollen (Beispiel: Knollige Kapuzinerkresse). Kletternde Arten besitzen berührungsempfindliche, windende Blattstiele. Die meist wechselständigen, manchmal im unteren Bereich gegenständigen Laubblätter sind gestielt. Die Blattspreite ist schildförmig, handförmig gespalten, tief gelappt bis gefiedert. Nebenblätter sind vorhanden oder fehlen.

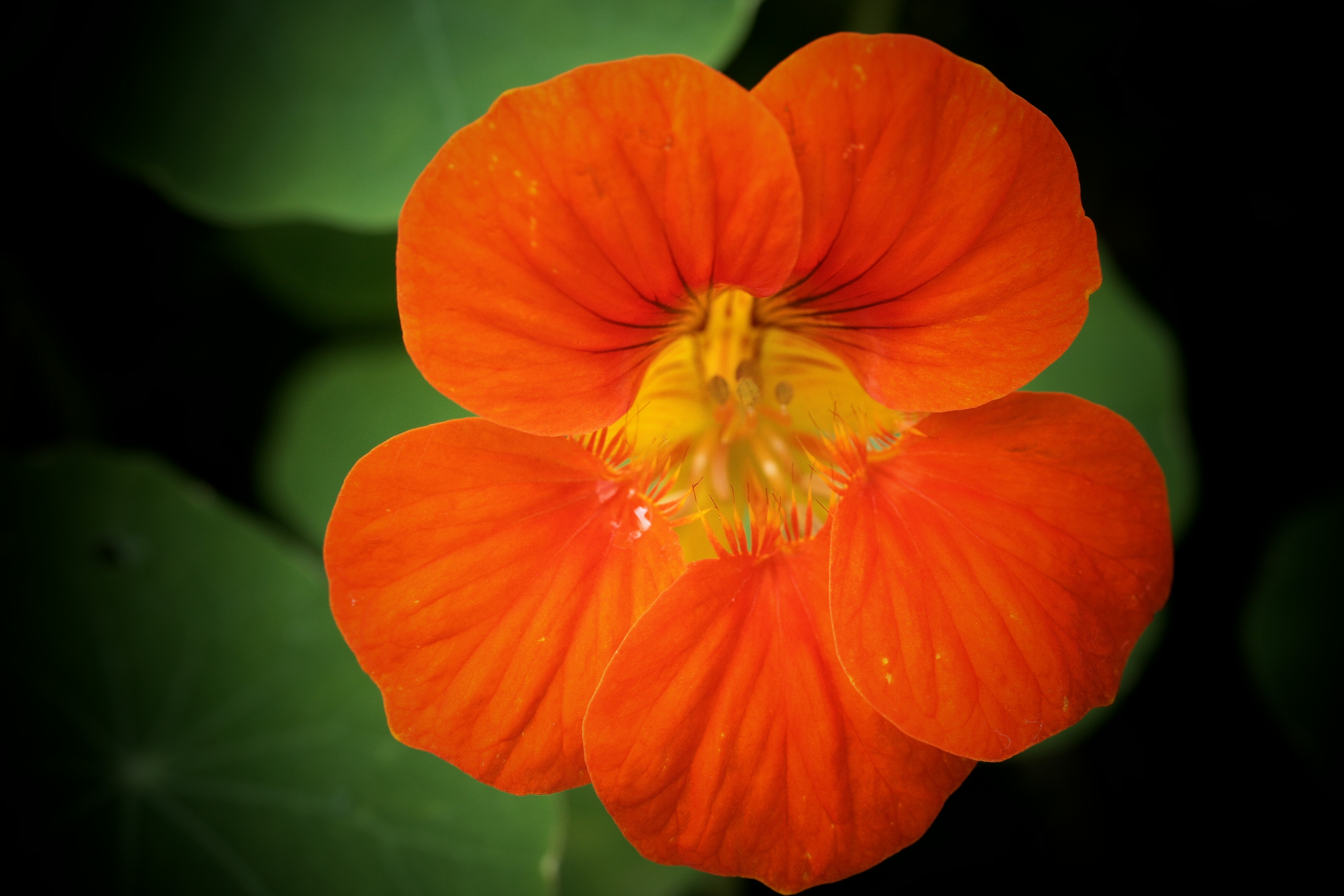
Blüte der Großen Kapuzinerkresse (Tropaeolum majus)

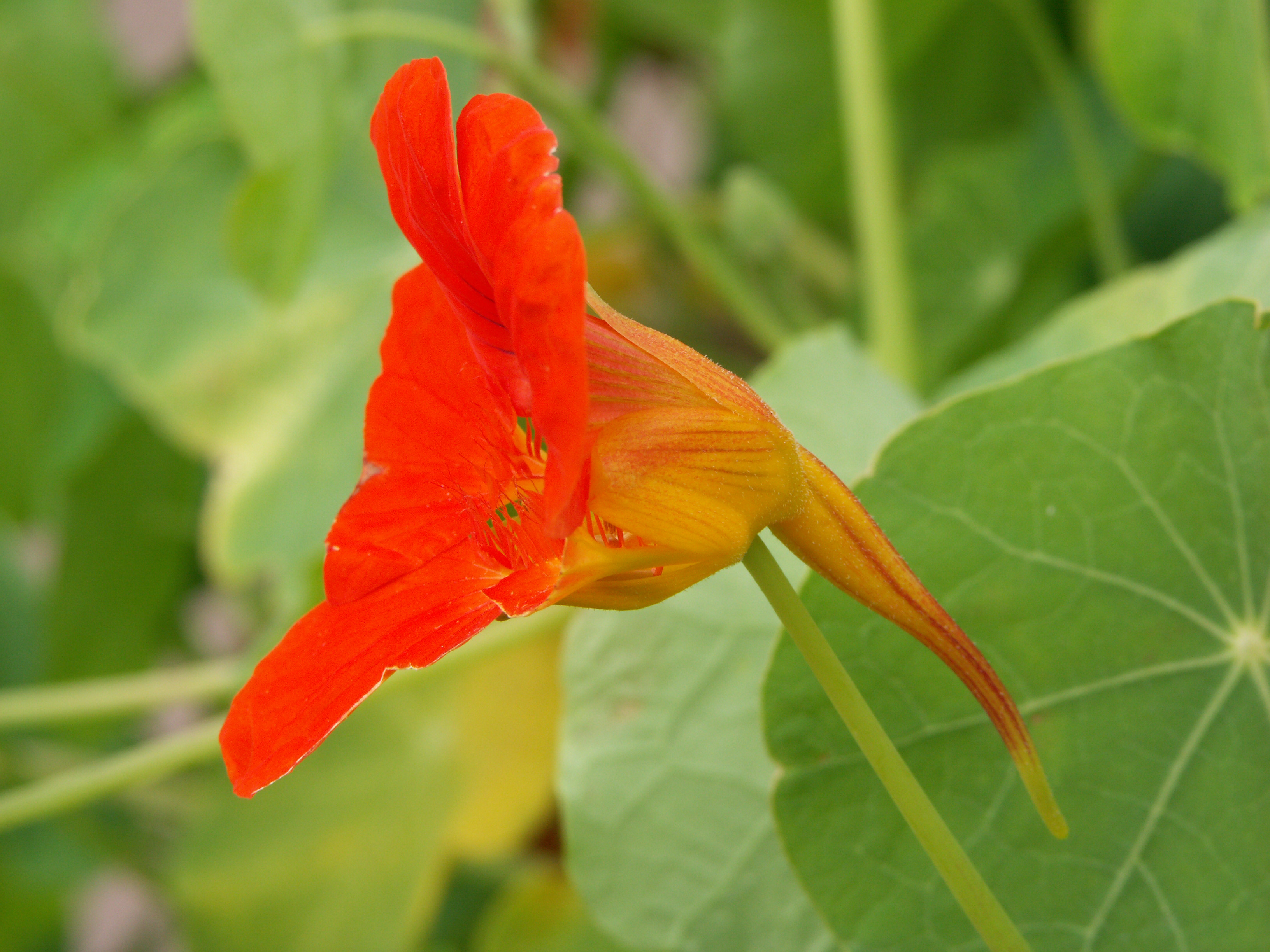
Blüte der Großen Kapuzinerkresse (Tropaeolum majus) von der Seite. Deutlich zu sehen sind der Sporn und die freien Blütenkronblätter.

Die meist einzeln in den Blattachseln stehenden Blüten sind auffällig gefärbt, meist groß, zwittrig, zygomorph und gespornt. Der Blütenkelch besteht aus fünf Kelchblättern, von denen drei miteinander verwachsene einen langen Nektarsporn bilden. Die Blütenkrone besteht aus fünf freien, meist genagelten Kronblättern, wobei die beiden oberen kleiner als die unteren sind. Pro Blüte gibt es acht freie, fertile Staubblätter. Drei Fruchtblätter sind zu einem oberständigen Fruchtknoten verwachsen. Der Griffel endet in einer dreilappigen  Narbe oder mit drei Narben. Die Bestäubung erfolgt meist durch Insekten (Entomophilie).
Es werden Spaltfrüchte gebildet, die in je drei Nüsschen oder Steinfrüchte zerfallen. Der Embryo ist gerade mit dicken, fleischigen Keimblättern (Kotyledonen) und ohne Endosperm.
Die Benetzbarkeit der Blattoberfläche ist gering. Wasser perlt in Tropfen ab, wie es auch bei Lotosblumen beobachtet werden kann, und nimmt dabei auf der Oberfläche anhaftende Schmutzpartikel mit (Lotuseffekt).

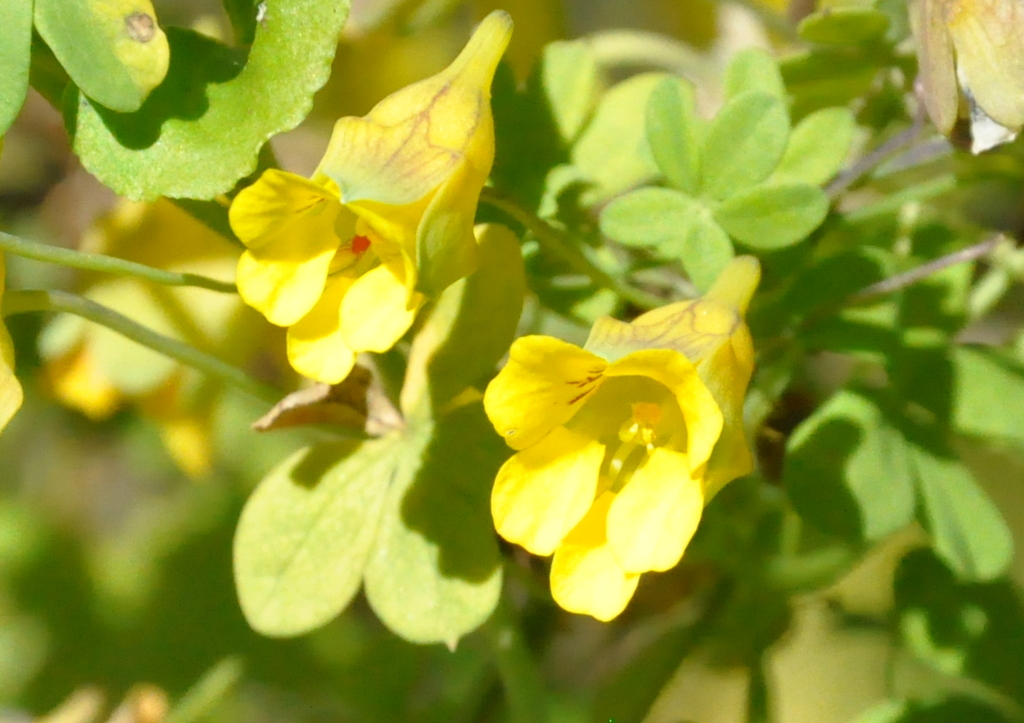
Tropaeolum ciliatum

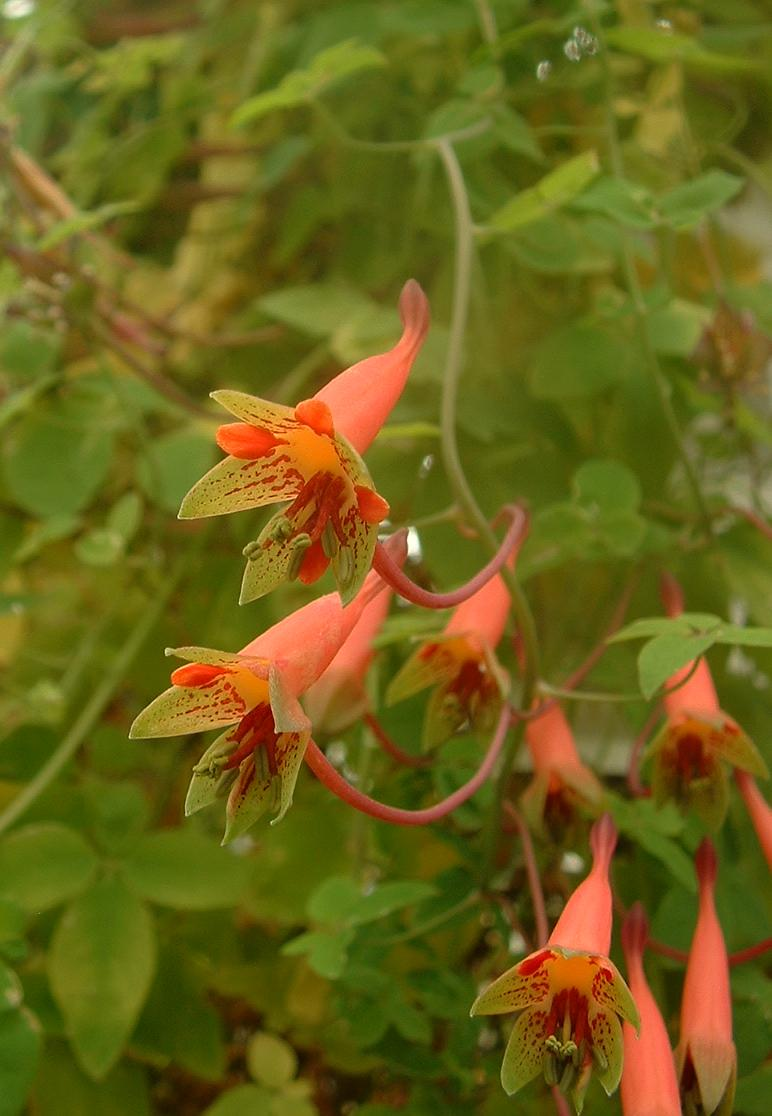
Tropaeolum pentaphyllum

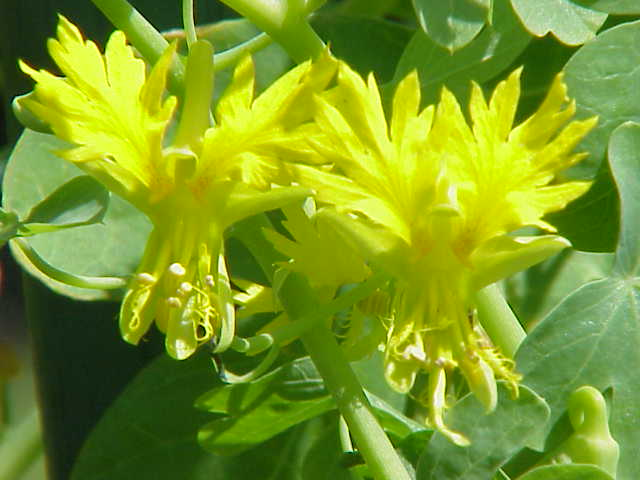
Kanarische Kapuzinerkresse (Tropaeolum peregrinum)

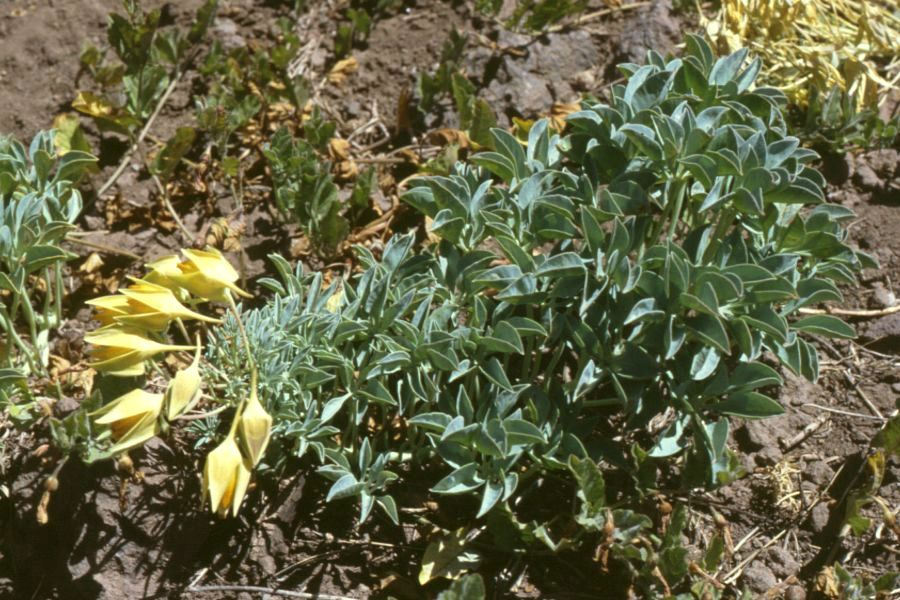
Tropaeolum polyphyllum

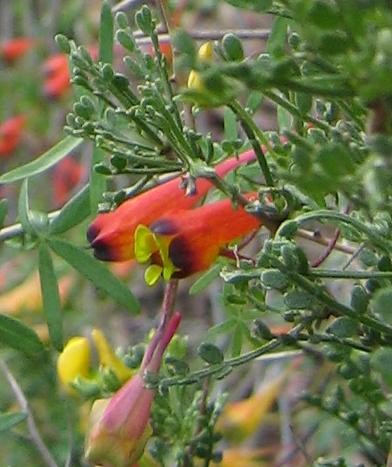
Tropaeolum tricolor

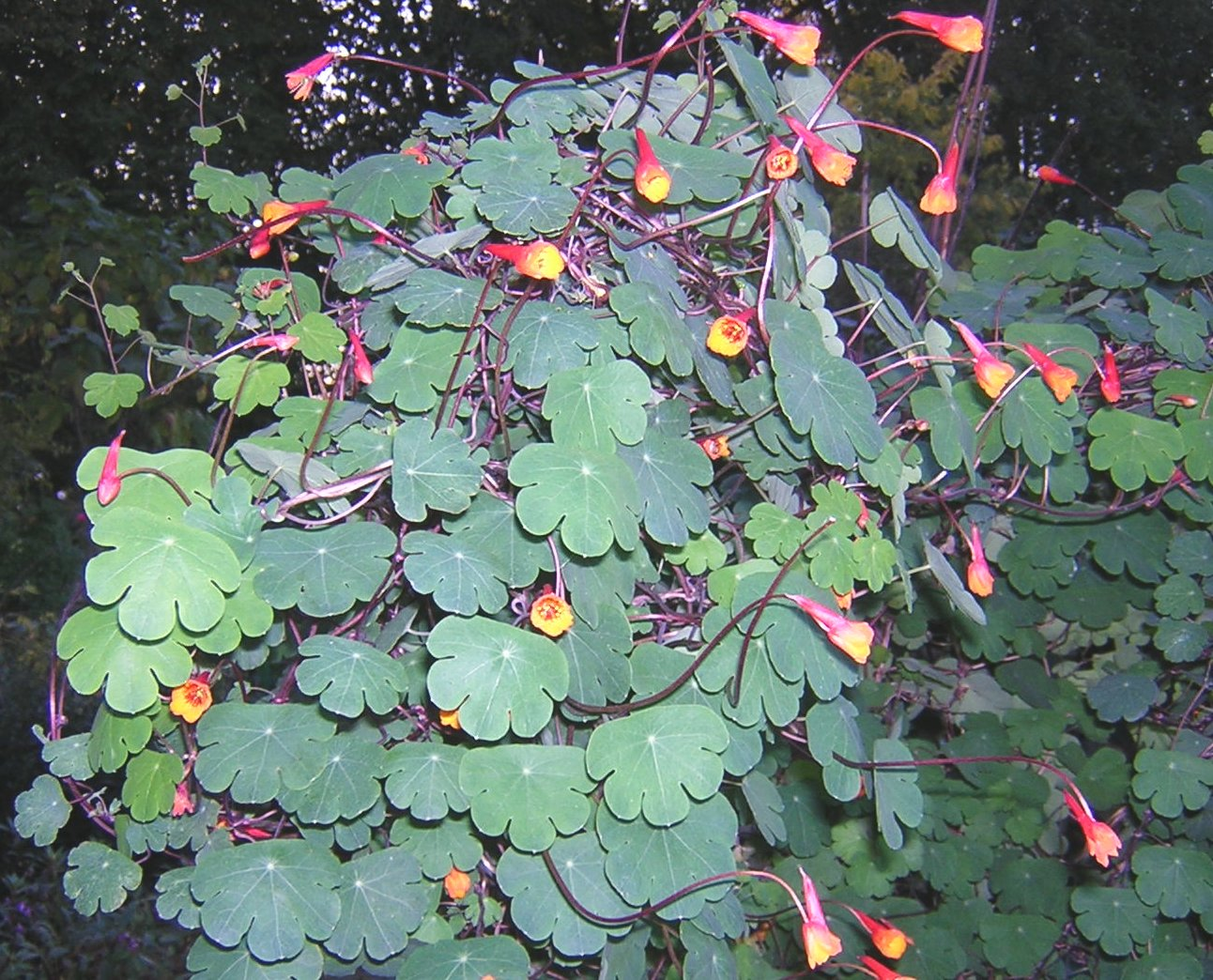
Knollige Kapuzinerkresse (Tropaeolum tuberosum)

## Verbreitung
Ursprünglich sind sie in Südamerika und Mittelamerika heimisch, dort vor allem im Gebirge von Mexiko bis Mittelchile und Argentinien. Als Zierpflanze sind manche Arten heute weltweit in gemäßigter Zone verbreitet.

## Etymologie
Der Namensanteil Kapuziner stammt von der Form der Blüten, die den Kapuzen von Mönchskutten ähneln.
Der Gattungsname Tropaeolum leitet sich vom griechischen Begriff Tropaion ab, der ein antikes Siegessymbol bezeichnete, ein Gerüst, das mit Waffen besiegter Gegner behängt war. Carl von Linné erinnerten die Form der Blätter an einen Schild und die Blüten an einen Helm.

## Nutzung
Charakteristisch für die Familie sind Senfölglykoside und Myrosinzellen, erucasäurehaltige Samenöle und Oxalatstoffwechsel, der mit dem der Kreuzblütengewächse übereinstimmt.
Etwa acht Arten werden als Zierpflanzen kultiviert, eine Art wird zu Nahrungszwecken angebaut:
- Große Kapuzinerkresse (Tropaeolum majus L.): Zierpflanze. Benzylsenföl der Art wirkt antibakteriell und durchblutungsfördernd, deshalb arzneiliche Nutzung. Auch zum Verzehr geeignet: junge Blätter als würzende Zutat für Salate, Blüten als essbare Verzierung, geschlossene Knospen sowie unreife Samen eingelegt in Essig und Salzlake als Kapernersatz.
- Kanarische Kapuzinerkresse (Tropaeolum peregrinum L.): Einjährige Kletterpflanze, als Zierpflanze genutzt.
- Knollige Kapuzinerkresse (Tropaeolum tuberosum Ruiz & Pav.): Knolle dient in Südamerika als Nahrungsmittel.

## Systematik
Die frühere Gattung Magallana Cav., die in Patagonien heimisch und nach Magellan benannt ist, und die Gattung Trophaeastrum Sparre werden heute in die Gattung Tropaeolum eingegliedert. Die Familie besteht dann heute nur aus der Gattung Tropaeolum mit etwa 90 Arten (Auswahl):
- Tropaeolum ciliatum Ruiz & Pav.; Heimat: Chile
- Große Kapuzinerkresse (Tropaeolum majus L.); nirgends wild bekannt, stammt wahrscheinlich aus Südamerika
- Kleine Kapuzinerkresse (Tropaeolum minus L.); Heimat: Ecuador, Peru
- Tropaeolum moritzianum Klotzsch: Sie wurde aus Venezuela erstbeschrieben.
- Tropaeolum patagonicum Speg. (Syn.: Trophaeastrum patagonicum (Speg.) Sparre)
- Tropaeolum peltophorum Benth.; Heimat: Kolumbien, Ecuador, Peru
- Tropaeolum pentaphyllum Lam.: Heimat: Brasilien, Argentinien, Uruguay, Paraguay, östliches Bolivien[8]
- Kanarische Kapuzinerkresse (Tropaeolum peregrinum L.); Heimat: Peru
- Tropaeolum polyphyllum Cav.; Heimat: Argentinien, Chile
- Tropaeolum porifolium (Cav.) L.Andersson & S.Andersson (Syn.: Magallana porifolia Cav.)
- Tropaeolum smithii DC.; Heimat: Anden von Kolumbien, Venezuela, Ecuador und Peru
- Tropaeolum speciosum Poepp. & Endl.; Heimat: Chile
- Tropaeolum trialatum (Suess.) L.Andersson & S.Andersson (Syn.: Magallana trialata Suess.)
- Tropaeolum tricolor Sweet; Heimat: Bolivien, Chile.
- Knollige Kapuzinerkresse (Tropaeolum tuberosum Ruiz & Pav.); Heimat: Kolumbien, Bolivien, Ecuador und Peru

## Medizin
Die Inhaltsstoffe der Kapuzinerkresse, wie zum Beispiel Senföle, wirken unter anderem gegen bestimmte Viren, Bakterien und Hefepilze. Äußerlich angewendet regen sie die Durchblutung an. Die Kapuzinerkresse kann gegen Schmerzen, zur Verbesserung der Wundheilung, bei Akne, bei Verdauungsstörungen sowie kombiniert mit Meerrettich gegen Blasenentzündungen und Infekte der oberen Atemwege eingesetzt werden.
Nach der 2017 aktualisierten S3-Leitlinie zur Therapie von unkomplizierten Harnwegsinfektionen kann der Einsatz von Arzneimitteln mit Kapuzinerkresse bei häufig wiederkehrenden Blasenentzündungen erwogen werden.
Von Wissenschaftlern der Universität Würzburg („Studienkreis Entwicklungsgeschichte der Arzneipflanzenkunde“) wurde die Große Kapuzinerkresse mit Verweis auf die in ihr enthaltenen antibiotisch wirksamen Senföle zur „Arzneipflanze des Jahres 2013“ gewählt.